# 錢斯岩
64°0′S 61°13′W / 64.000°S 61.217°W
錢斯岩（英語：Chance Rock）是南極洲的岩石，位於傑拉許海峽，屬於帕默群島的一部分，在1957年被繪入阿根廷地圖，該岩石現時由南極條約體系管理。